# Brand New Bundestag
Brand New Bundestag (BNB) ist eine 2019 gegründete parteiunabhängige politische Initiative, die junge Politiker mit dem Ziel unterstützt, ihnen den Einzug in Parlamente auf Bundes- und Landesebene zu ermöglichen. Erklärtes Ziel der Initiative ist es, „progressive Politik“ voranzutreiben und die Parlamente diverser zu machen. Unter progressiver Politik versteht die Initiative unter anderem den Einsatz für die Einhaltung des 1,5-Grad-Klimaziels, soziale Gerechtigkeit und ein vereintes Europa. Bei der Bundestagswahl 2021 und der Wahl zum Abgeordnetenhaus von Berlin 2021 trat die Initiative das erste Mal öffentlich in Erscheinung und unterstützte Kandidaten.

## Geschichte
Die Bewegung wurde von Eva-Maria Thurnhofer, Maximilian Oehl und Daniel Veldhoen 2019 initiiert und nach Angaben der Initiatoren von der amerikanischen Organisation Brand New Congress inspiriert. Dieselben Personen stehen auch für die beim Amtsgericht Charlottenburg eingetragene Genossenschaft „Wir für Zukunft e. G.“, die die Initiative Brand New Bundestag trägt. Die Projekte werden fast ausschließlich von ehrenamtlichen Helfern verwirklicht und finanzieren sich hauptsächlich aus Spenden, Stiftungsgeldern und Fördermitteln.
Durch die Initiative wurden bei der Bundestagswahl 2021 elf Kandidaten unterstützt, von welchen drei in den Deutschen Bundestag einzogen (Rasha Nasr, Kassem Taher Saleh, Armand Zorn). Die Kandidaten konnten eingangs von jedem Bürger auf der Website der Initiative vorgeschlagen werden. Anhand eines Auswahlprozesses wurden von diesen in mehreren Schritten 120 Kandidaten nominiert, die anschließend einer selbst zusammengestellten Jury vorgestellt wurden. Die Jury bestand aus Raúl Krauthausen, Kübra Gümüşay, Melanie Stein (Journalistin und Gründerin der Initiative Wir sind der Osten), Roman Huber (Geschäftsführender Bundesvorstand bei Mehr Demokratie e. V.), Shai Hoffmann und Anna Dushime (Redaktionsleiterin bei der Berliner Produktionsfirma Steinberger Silberstein).
Bei der Europawahl 2024 unterstützte Brand New Bundestag die internationale Kampagne EU Future 100, 44 von 100 Kandidaten zogen ins Europäische Parlament ein. 2025 wurden 23 der 56 BNB-Kandidaten Mitglieder des 21. Deutschen Bundestages.
Für die Kandidaten gibt es ein breites Angebot an Unterstützung, darunter Coachings, Workshops und Interviewtrainings zur Verbesserung der Öffentlichkeitsarbeit sowie finanzielle Unterstützung aus gemeinsamer Crowdfunding.

## Ziele
Brand New Bundestag versteht sich als Graswurzelbewegung, deren erklärtes Ziel es ist, Diversität zu fördern und die politischen Ziele aktueller Bewegungen in die Parlamente zu bringen.

### Forderungskatalog
Der Forderungskatalog der initiative betrifft die vier Themen Klimakrise, soziale Gerechtigkeit, nachhaltiges Wirtschaften und ein solidarisches Europa:
KlimakriseEs wird die Einhaltung des Pariser Klimaschutzabkommens, eine faire Verteilung der Klimaschutzkosten, eine Verkehrswende und der Aufbau einer regenerativen Landwirtschaft gefordert.
Soziale GerechtigkeitEs werden unter anderem eine chancengerechte Bildung, ein fortschrittliches Gesundheitssystem und eine Reform des Sozialsystems gefordert. Außerdem sollen bessere Perspektiven für Geflüchtete geschaffen, ein faires Steuersystem umgesetzt und die gesellschaftliche Spaltung überwunden werden.
Nachhaltiges WirtschaftenBNB fordert unter anderem eine durch staatliche Regulation ökologischere Wirtschaft, ein erneuertes krisensicheres Finanzsystem, kürzere und flexiblere Arbeitszeiten, den Ausbau der Infrastruktur und stärkere Förderung von Bildung und neuen Geschäftsmodellen.
Solidarisches EuropaDarunter versteht BNB eine handlungsfähigere Europäische Union mit mehr Mitgliederperspektiven, einer einheitlicheren Wirtschaft und Politik und einer sozialeren Migrations- und Grenzpolitik.

### Politische Einordnung
BNB versteht sich selbst als überparteilich. Der Vorstand räumt allerdings ein, aufgrund ihrer politischen Ziele vor allem Schnittmengen mit der SPD und den Grünen zu haben. Dennoch finden sich mittlerweile unter den von BNB unterstützten Kandidierenden nicht nur Politiker von SPD, Bündnis 90/Die Grünen, Linken und freie Kandidaten, sondern auch von CDU und FDP. Von der AfD distanziert sich Brand New Bundestag bewusst.
Vor der Bundestagswahl 2021 veröffentlichte BNB eine Liste mit 50 Bundestagskandidaten, die für die Initiative Progressivität verkörpern. In dieser zeichnete sich dieselbe Tendenz einer vermehrten Schnittmenge mit Bündnis 90/Die Grünen- und SPD-Kandidaten ab, allerdings gab es auch Empfehlungen für Personen, die für FDP, Linke, CDU bzw. als Parteiunabhängige kandidierten.
Bei der Wahl zum Bundestag 2025 zogen 23 Abgeordnete ein, die von BNB unterstützt werden: Alaa Alhamwi (Bündnis 90/Die Grünen), Armand Zorn (SPD), Awet Tesfaiesus (Bündnis 90/Die Grünen), Clara Bünger (Die Linke), Derya Türk-Nachbaur (SPD), Desiree Becker (Die Linke), Donata Vogtschmidt (Die Linke), Filiz Polat (Bündnis 90/Die Grünen), Hakan Demir (SPD), Jakob Blankenburg (SPD), Jan Dieren (SPD), Kassem Taher Saleh (Bündnis 90/Die Grünen), Lea Reisner (Die Linke), Lisa Badum (Bündnis 90/Die Grünen), Misbah Khan (Bündnis 90/Die Grünen), Nyke Slawik (Bündnis 90/Die Grünen), Rasha Nasr (SPD), Reem Alabali-Radovan (SPD), Sanae Abdi (SPD), Sascha van Beek (CDU), Schahina Gambir (Bündnis 90/Die Grünen), Stella Merendino (Die Linke), Zada Salihović (Die Linke).

## Rezeption
Im Vorfeld der Bundestagswahl 2021 wurde BNB von den Medien verstärkt wahrgenommen. Im öffentlich-rechtlichen Fernsehen widmeten ARD und ZDF der Initiative einen dreiviertelstündigen Beitrag, der in dem gemeinsamen Kanal Phoenix gezeigt wurde. Gezeigt wird der Weg einiger der von BNB unterstützten Kandidaten im Wahlkampf und die Art der von der Initiative gegebenen Unterstützung. In den Printmedien (Welt, Spiegel, Zeit, Frankfurter Rundschau, FAZ, RND) und im Rundfunk (Deutschlandfunk Kultur) standen die unterstützten Kandidaten und die Darstellung der Ziele der Initiative, den Bundestag diverser und „progressiver“ zu machen, im Vordergrund.
Benjamin Höhne, Leiter des Berliner Instituts für Parlamentarismusforschung, bewertete die Unterstützung parteiungebundener Kandidaten in einem Beitrag für die Welt 2020 als „recht aussichtslos“. Dies erfordere den Gewinn eines Wahlkreises, wobei alle Kandidaten der etablierten Parteien auszustechen seien. Das Modell sei aus den USA abgeschaut (Brand New Congress), wo es neben Republikanern und Demokraten keine Chance für andere politische Parteien gibt und versucht werde, die Mehrheiten innerhalb der Parteien zu beeinflussen. Dazu gibt es mit den Primaries (Vorwahlen) in den USA auch ein probates Mittel, das in Deutschland fehle. Nach Höhnes Vermutung wäre es daher in Deutschland immer noch effektiver, neue Parteien zu gründen. Der Berliner Politikwissenschaftler Wolfgang Merkel machte 2021 auf das Problem einer erheblichen Intransparenz aufmerksam, wenn private Vereinigungen mit bedeutenden finanziellen Mitteln und einer eigenen Agenda von außen in die Parteien eingreifen, wenn auch sich das Wirken von Brand New Bundestag hauptsächlich auf Coachings, Interviewtrainings und kampagnenhafte Unterstützung begrenzt.